# Antonio Maiello
Antonio Maiello (Portici, 3 giugno 1949) è un compositore, musicista e cantante italiano, noto anche come ex componente del duo Antonio e Marcello, fondato a Roma nel 1976 con Marcello Cirillo.

## Biografia
Il padre Luigi, primo violinista al San Carlo di Napoli, lo avvia fin dalla giovane età al mondo della musica e allo studio del pianoforte. Dopo gli studi al Conservatorio di Potenza prosegue la sua formazione a Parigi. Rientrato in Italia nel 1972, si stabilisce a Roma, dove suona in vari locali alla moda. Qui, nel 1976, in un piccolo studio di registrazione, incontra Marcello Cirillo e dà avvio a una collaborazione artistica con quest'ultimo. Nel 1983 Antonio e Marcello giungono alla ribalta della scena televisiva, chiamati da Gianni Ravera al Festival di Sanremo 1983 per esibirsi dal teatro del Casinò in due serate il 4 e il 5 febbraio. Lo stesso anno incidono il loro primo LP Concertando, con il contributo artistico del batterista e compositore Tullio De Piscopo.
Nel 1985 sono nel cast del programma Quelli della notte e dal 1990 partecipano (per cinque edizioni consecutive) alla trasmissione I fatti vostri di Michele Guardì. Nell'estate 1995 partecipano alla trasmissione serale di Rai 2 Vita da cani, condotta da Jocelyn.
Nel 1997 Maiello è coautore di Canta Napoli!, percorso interattivo sulla canzone napoletana tradotto in quattro lingue. Nel corso degli anni Antonio Maiello diviene promoter musicale, attore e autore di teatro quindi inizia un'attività di ricerca tra diverse discipline artistiche come la musica, la pittura e la poesia. Fonda l'Orchestra Sinfonica di Musica Popolare Mediterranea. Nel 2004 si dedica alla composizione dell'opera Federico II. L'ultima danza, portata in scena fino al 2008, e in seguito a quella del concerto-spettacolo Memento.

## Vita privata
Antonio Maiello ha un figlio, Emiliano Luigi, che si occupa di cinema.

## Carriera

### Televisione
- Festival di Sanremo (Rai 1, 1983)
- Gran varietà (Rete 4, 1983)
- Cari amici vicini e lontani (Rai 1, 1984)
- Quelli della notte (Rai 2, 1985)
- Fantastico (Rai 1, 1986)
- Canzonissime (Rai 1, 1987)
- Improvvisando (Rai 2, 1988)
- Fate il vostro gioco (Rai 2, 1988)
- I fatti vostri (Rai 2, 1990-1995)
- Vita da cani (Rai 2, 1995)
- Rai Educational Passione Precaria

### Teatro
- Affari di casa (1996), autore e protagonista

### Musica
- Concertando LP (1983) in collaborazione con Tullio De Piscopo
- Cari amici vicini e lontani in collaborazione con Renzo Arbore
- Babilonia LP (1985) in collaborazione con Tullio De Piscopo
- Quelli della notte (1985) con Renzo Arbore
- A modo nostro (1986)
- Per te (1987)
- Solo un po' giusto un po' (1990)
- Le canzoni della piazza (1993)
- Ballando ballando (1996)
- Canta Napoli! (1997) CD-ROM
- Mediterranea (2002)

### Cinema
- Le finte bionde (1989), Musiche e Cameo